# 続後拾遺和歌集
『続後拾遺和歌集』（しょくごしゅういわかしゅう）は、勅撰和歌集。20巻。二条為藤、二条為定撰。津守国道や惟宗光吉らも参画した。十三代集の8番目。

## 概略
元亨3年（1323年）7月21日、為藤が後醍醐天皇の勅命により着手、翌4年為藤の死亡後、為定が命をつぎ、正中3年（1326年）撰進。序はない。歌数1347首。部立は春（上下）・夏・秋（上下）・冬・物名・離別・羈旅・賀・恋（1-4）・雑（上中下）・哀傷・釈教・神祇から成り、物名歌を独立した部立としており、『拾遺和歌集』に倣ったとされる。作者は560人弱。後醍醐天皇にとっては、自らの意志で最初に撰ばせた最初の勅撰和歌集である。後醍醐天皇は本歌集に非常に満足したが（『増鏡』）、京極派を奉ずる花園上皇の評は手厳しく、二条派歌人の三条実任も「偏頗」だと批判している。
主な収録歌人は、藤原為氏（24首）・藤原為家（21首）・二条為世（21首）・藤原定家（20首）・後宇多院（17首）・後醍醐天皇（17首）・小倉公雄（15首）・藤原俊成（15首）など。歌風として、二条派の集成としての側面が強く、際立った個性はないと評される。叙景歌に優れているものの、力が乏しく、二条家の平凡化してゆく頽勢をしめしている。
撰進中に正中の変が起こっており、政治史的・文化史的な意義は小さくない。『続後拾遺集』の特徴の一つは、武家家人が鎌倉幕府関係者に限っても60名にのぼる事である。その大半は、1，2首の採用に留まり和歌集全体の傾向を左右するほどではないが、作者層としては無視できない。中には足利尊氏の和歌も1首採用され、これは現在確認されている中では最も古い尊氏の和歌である。尊氏は、前回の続千載和歌集の時もこの和歌を選者に送っているが、その時は採用されなかったため、今回は収録して欲しいと哀願している。得宗家被官の御内人も数名いるが、本来六位相当の彼らは法名や隠名でなければ勅撰集に入集できない慣習に反して、実名で記載されている。これはかつて北条貞時が定めた一門被官の入首禁止にも違反しており、鎌倉後期における御内人勢力の伸長を反映しているとみられる。

## 校注
- 『続後拾遺和歌集　和歌文学大系9』（深津睦夫校注、明治書院、1997年）